# Teileliste
In einer Teileliste werden alle Einzelteile eines Produkts aufgelistet. Häufig ergänzen Teilelisten Explosionszeichnungen, Montageanleitungen und Gebrauchsanleitungen.
Teilelisten helfen beim Zusammenbau oder bei der Reparatur das richtige Ersatzteil zu finden.
Produktionsintern werden die Teilelisten den Montagearbeitern als sogenannte Stücklisten zur Verfügung gestellt. Für Verbraucher besteht kein Rechtsanspruch Teilelisten zu erhalten, so dass diese auf den Kundenservice des Herstellers zwingend angewiesen sind.